# 黃崇蘭
黃崇蘭，台灣女演員。2015年與先生吳鈴山一同擔任大愛長情劇展《當我們同在一起》的製作人。

## 電視劇
| 頻道       | 年份   | 劇名                             | 角色     |
| 台視       |        | 玫瑰瞳鈴眼-第5集-紅色星期九      | 陳美珠   |
| 台視       |        | 玫瑰瞳鈴眼-第13集-凋零落花       | 李玉蘭   |
| 台視       |        | 玫瑰瞳鈴眼-第32集-恐怖丈夫       | 劉明儀   |
| 台視       |        | 玫瑰瞳鈴眼-第43集-台中驚魂女     | 方麗敏   |
| 台視       |        | 玫瑰瞳鈴眼-第50集-老夫少妻       | 許淑美   |
| 台視       |        | 玫瑰瞳鈴眼-第63集-油麻菜籽姊妹情 | 陳招弟   |
| 台視       |        | 玫瑰瞳鈴眼-第71集-殘花舞春風     | 游純純   |
| 台視       |        | 玫瑰瞳鈴眼-第72集-蛇蠍姐妹花     | 鄧淑媄   |
| 台視       |        | 玫瑰瞳鈴眼-第108集-愛入膏肓      | 張婷筠   |
| 台視       | 2008年 | 懷玉傳奇 千金媽祖第4单元：苗家寨 | 水月     |
| 民視       | 2000年 | 台灣奇案                         | 單元角色 |
| 民視       | 2000年 | 民視劇場-刈香                    | 阿玲     |
| 民視       | 2004年 | 藍色水玲瓏-哭泣的七里香          | 王彩雲   |
| 民視       | 2004年 | 藍色水玲瓏-等你復活              | 趙婉兒   |
| 三立台灣台 | 2019年 | 炮仔聲                           | 陳麗敏   |
| 三立台灣台 | 2022年 | 一家團圓                         | 許慧安   |
| 中视       | 2001年 | 怪侠欧阳德                       | 小梅     |

## 外部連結
- 《人物專訪》黃崇蘭重返螢幕剉到吃藥 抓狂吳鈴山激吻女星 （页面存档备份，存于）